# Hippolyte Guy
Pour les articles homonymes, voir Guy.
Hippolyte Guy, ou Hippolyte Maurice Guy, né le 17 mars 1868 à Toulouse et mort le 2 novembre 1936 à Clichy, est un peintre français.

## Biographie

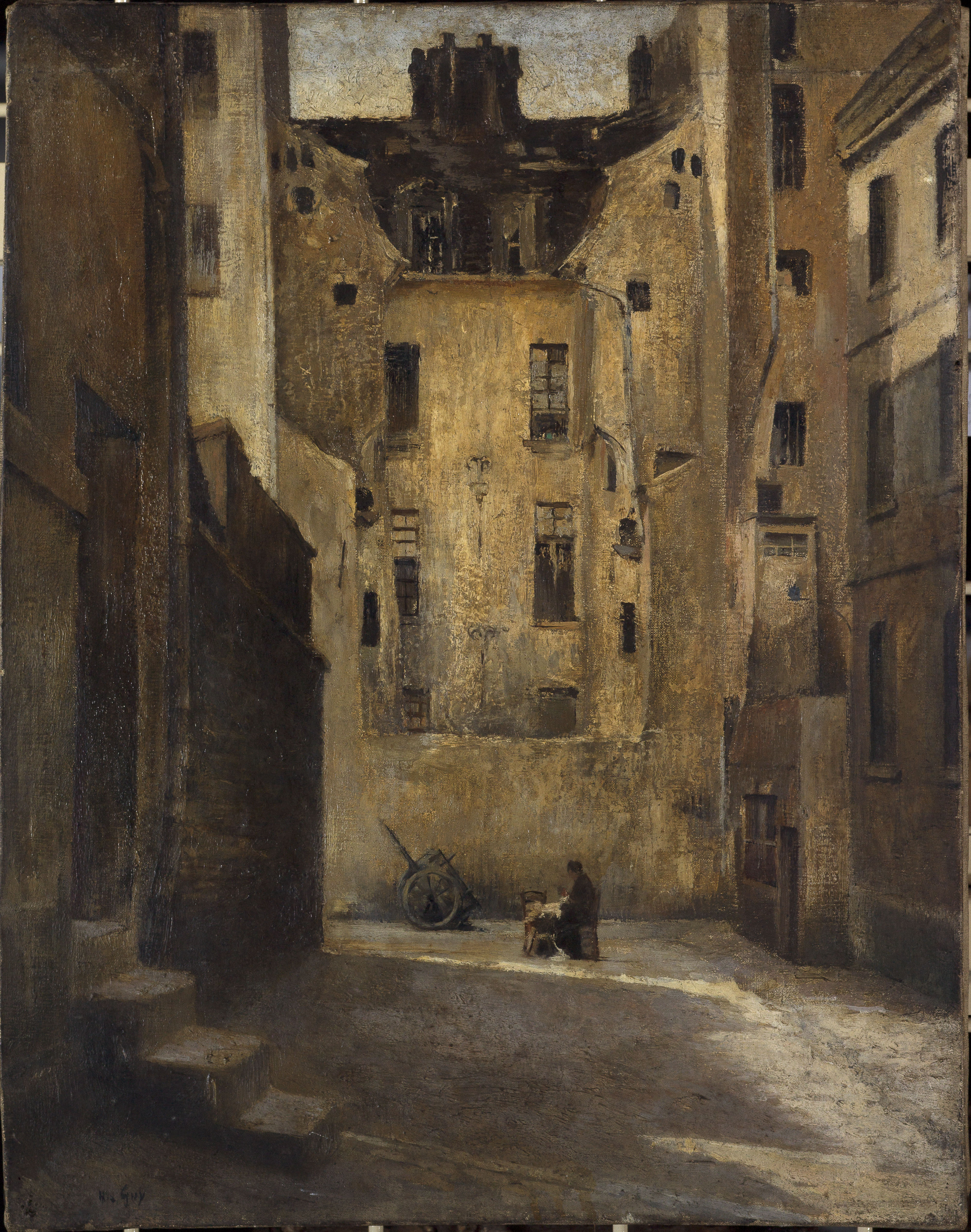
L'impasse des Bœufs, musée Carnavalet.

Marius Hippolyte Guy est le fils de Guillaume Guy, lithographe, et d'Alexandrine Saffore. 
Élève d'Albert Maignan et de Léon Bonnat, il expose au Salon à partir de 1886. Il devient membre de la Société des artistes français. 
Il obtient une mention honorable en 1899, une médaille de bronze à l'Exposition universelle de 1900, la médaille d'or en 1920 et le prix James Bertrand en 1924. 
Domicilié rue de la Tombe-Issoire à Paris, il meurt célibataire à l'hôpital Beaujon de Clichy à l'âge de 68 ans.

## Œuvres dans les collections publiques
- Beaufort-en-Vallée, musée Joseph-Denais : Jeanne de Laval et les Beaufortais[6]
- La Rochelle, Cathédrale Saint-Louis de La Rochelle : Le Vœu à la Vierge[7],[8]
- Paris, Musée Carnavalet : L'impasse des Bœufs[9]
- Toulouse, Musée des Augustins : Prière[10],[11]